# Auguste Racinet

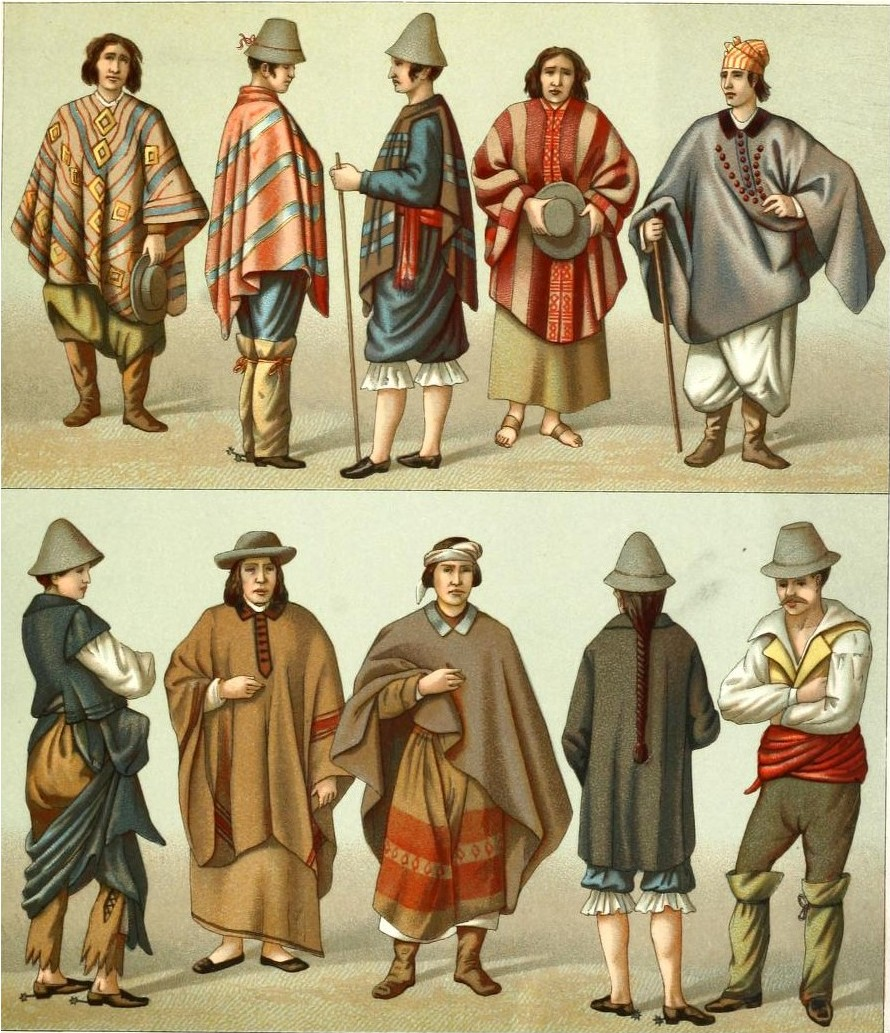
Chilenische Trachten. Tafel aus Le costume historique.

Albert Charles Auguste Racinet (* 20. Juli 1825 in Paris; † 29. Oktober 1893 in Montfort-l’Amaury) war ein französischer Kostümkundler, Illustrator, Maler und Autor mehrerer bis heute immer wieder nachgedruckter kostüm- und ornamentgeschichtlicher Werke.

## Leben und Werk
Als Lithograph und Zeichner wurde er zunächst durch seinen Vater Charles-Auguste Racinet ausgebildet, seine weitere Ausbildung erhielt er an der École de dessin in Paris. Von 1849 bis 1874 beteiligte er sich an den jährlichen Ausstellungen des Pariser Salons, seine Bedeutung erhält er aber durch seine  Beiträge als Illustrator wissenschaftlicher, insbesondere kunst- und kostümgeschichtler Werke.
Begonnen hatte seine Arbeit in diesem Bereich in den 1840er Jahren zusammen mit seinem Vater an einem Werk mit Tafeln nach Vorlagen von Ferdinand Séré (1818–1855) und mit Texten des Historikers Charles Léopold Louandre, das unter dem Titel Histoire du costume et de l’ameublement au Moyen Âge erscheinen sollte. Nach dem vorzeitigen Tod von Séré erschien 1857 bis 1858 beim Verlag Hangard-Maugé Les Arts somptuaires. Histoire du costume et de l’ameublement et des arts et industries qui s’y rattachent in 2 Text- und zwei Tafelbänden. Ein weiterer Teil des geplanten Werkes erschien mit Text von Paul Lacroix in fünf Bänden 1848 bis 1851 unter dem Titel Le Moyen âge et la Renaissance, histoire et description des moeurs et usages, du commerce et de l’industrie, des sciences, des arts, des littératures et des beaux-arts en Europe, gefolgt von den zehnbändigen Costumes historiques de la France d´après le monuments les plus authentique … Avec un texte descriptif précédé de l’histoire de la vie privée des Français depuis l’origine de la monarchie jusqu´à nos jours et suivi d´un recueil curieux de pièces originales, die 1852 bis 1860 erschienen. Die Tafeln tragen als Autorenvermerk teils „Séré et A. Racinet del. et lith.“ (Zeichnung und Lithographie von Ferdinand Séré und Auguste Racinet), teils „Racinet père del.“ (Zeichnung von Charles-Auguste Racinet).
Seine Lebensstellung fand er im Verlag Firmin-Didot et Cie, wo er von 1869 bis 1888 als Graveur und künstlerischer Leiter arbeitete, und wo seine beiden Hauptwerke Lʹ Ornement polychrome und Le costume historique entstanden und veröffentlicht wurden.
Racinet wurde am 5. August 1878 Mitglied der Ehrenlegion.

L’ Ornement polychrome
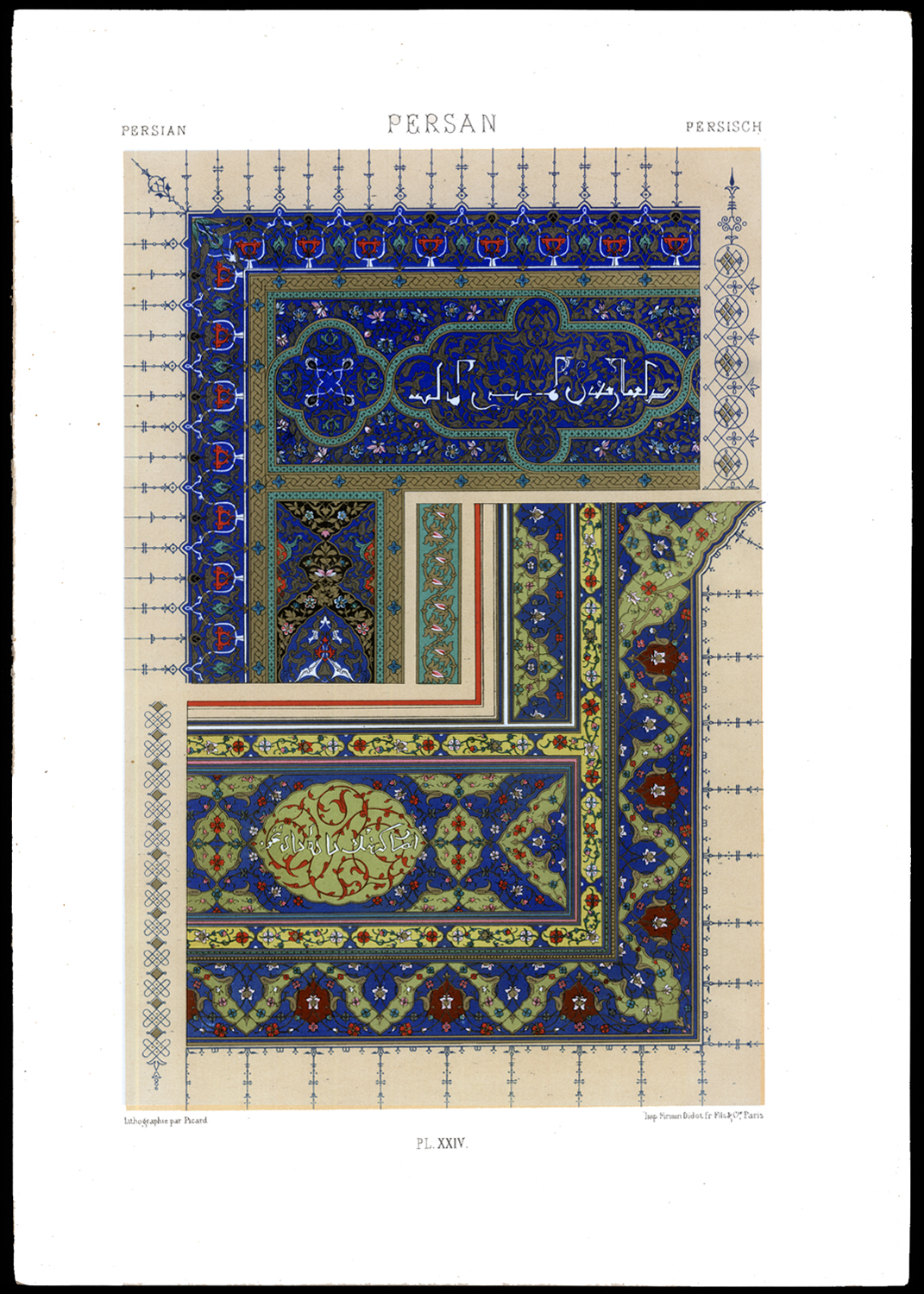
Persisch
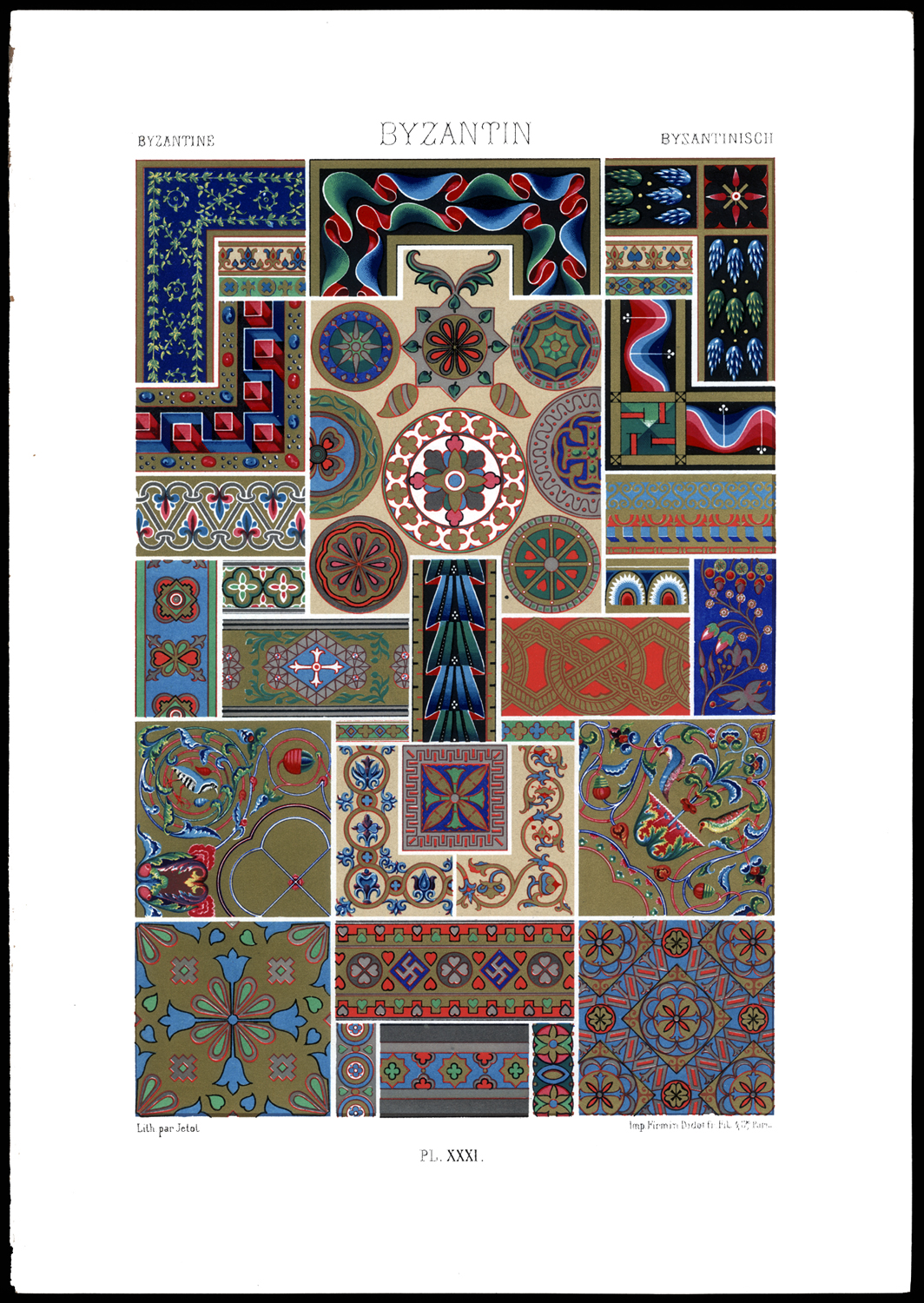
Byzantinisch
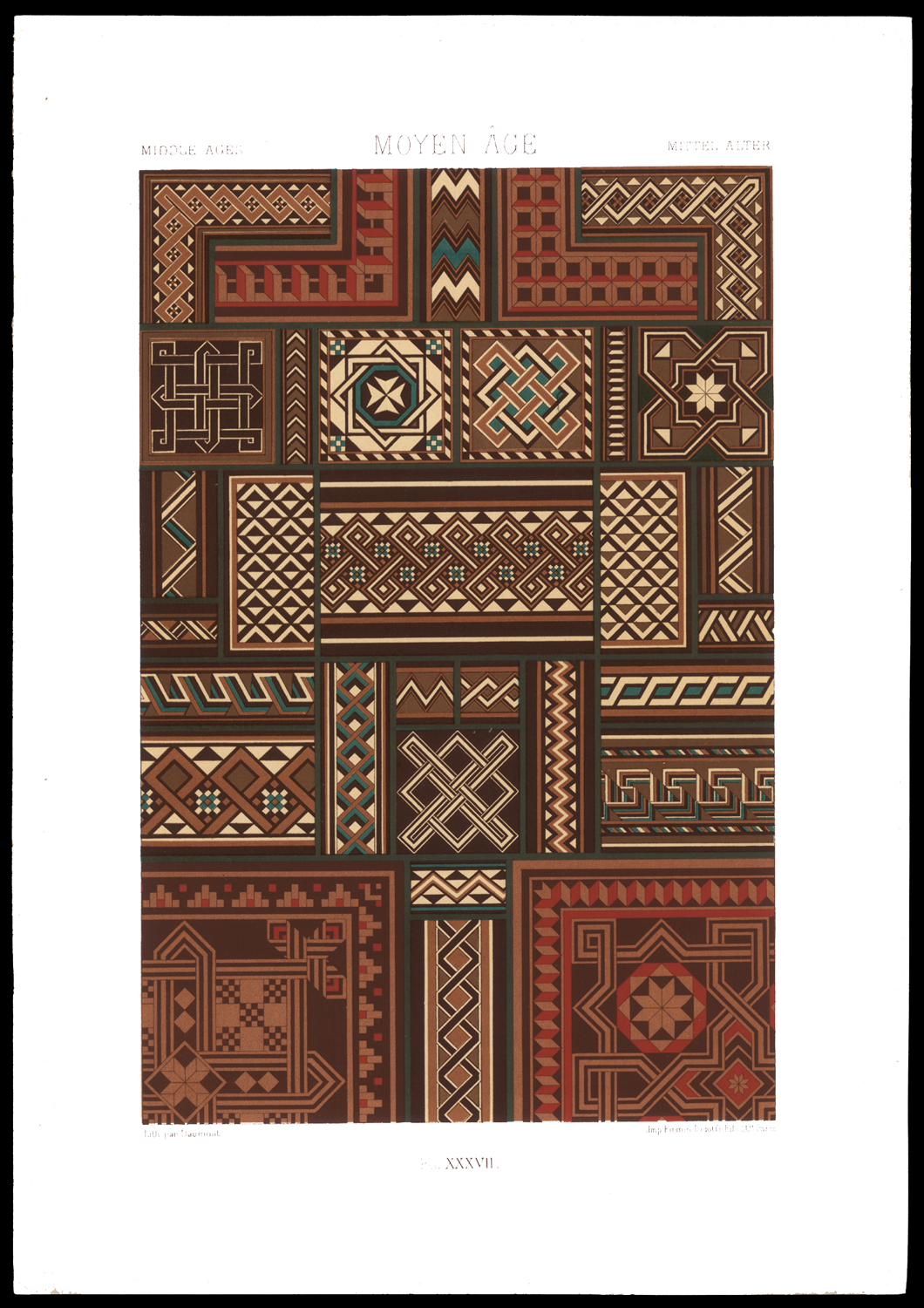
Mittelalterlich
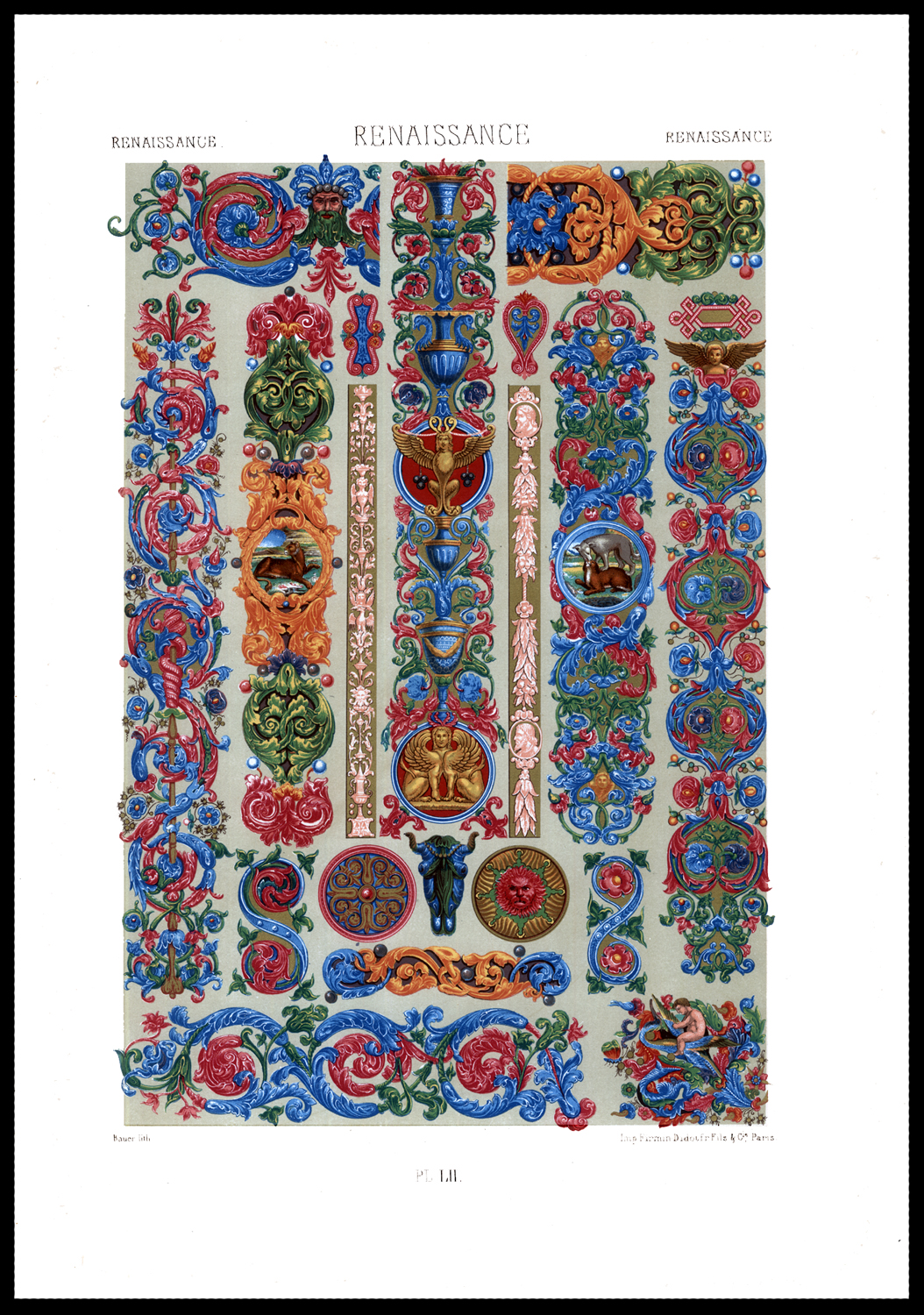
Renaissance
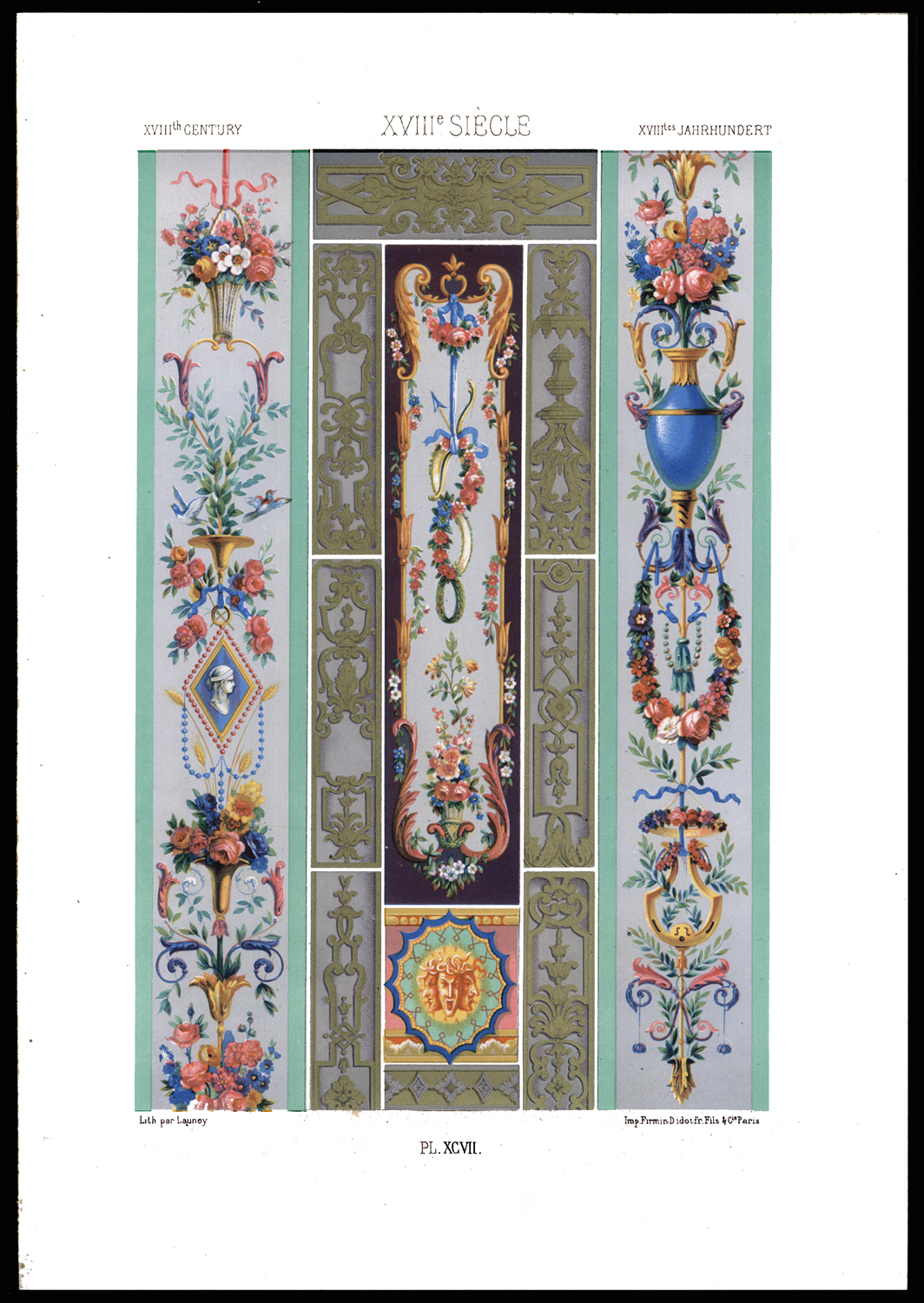
18. Jahrhundert

## Werke
- Lʹ Ornement polychrome : 100 planches en couleurs or et argent contenant environ 2000 motifs de tous les styles art ancien at asiatiaque, moyen age, renaissance, XVIIe et XVIIIe siècle. Firmin-Didot, Paris [1869–1873]. 3. Auflage mit unverändertem Titel, Firmin-Didot, Paris [ohne Jahr] online.
  - Das polychrome Ornament (deutsche Ausgabe, übersetzt von R. Reinhardt), Stuttgart 1875, Digitalisat (Bibliothek Breslau) djvu-Format.
  - Nachdruck: A. Racinet & M. Dupont-Auberville: The world of ornament / Die Welt der Ornamente. Hgg. von Juliane Steinbrecher. Engl. Übers. von J. A. Underwood. 2 Bde. Taschen, Köln u. a. 2012, ISBN 978-3-8365-4007-0 (Bd. 1: Primitive art – the middle ages, Bd. 2: Renaissance – 19th century)
- L'Ornement polychrome. Deuxième Série. Cent vingt planches en couleur or et argents. Art ancien at asiatiaque, moyen age, renaissance, XVIIe, XVIIIe et XIXe siècle. Recueil historique et pratique avec des notices explicatives. Publié sous la direction de M. A. Racinet, auteur de L'Ornement polychrome (première série), du Costume Historiques, etc. Firmin-Didot, Paris 1885–1887.
- Collection archéologique du prince Soltykoff. Firmin-Didot, Paris 1878.
- La Céramique japonaise. Firmin-Didot, Paris 1878–1881.
- Le costume historique : cinq cents planches, trois cents en couleurs, or et argent, deux cents en camaieu. Types principaux du vêtement et de la parure, rapprochés de ceux de l’intérieur de l'habitation dans tous les temps et chez tous les peuples, avec de nombreux détails sur le mobilier, les armes, les objets usuels, les moyens de transport … 6 Bde. Firmin-Didot, Paris 1888 (Digitalisate: Bd. 1, Bd. 2, Bd. 3, Bd. 4, Bd. 5, Bd. 6)
  - Deutsche Übersetzung: Geschichte des Kostüms in chronologischer Entwicklung. 500 Taf. in Gold-, Silber- u. Farbendruck. Bearb. von Adolf Rosenberg. 6 Bde. Wasmuth, Berlin 1888 (Digitalisate: Bd. 1, Bd. 2, Bd. 3, Bd. 4, Bd. 5)
  - Nachdruck: The complete costume history : from ancient times to the 19th century, all plates in colour / Vollständige Kostümgeschichte. Engl. Übers. von Chris Miller, deutsche Übers. von Dorothea Wenninger und Hanna Becker. Taschen, Kölb u. a. 2006, ISBN 3-8228-5095-0.